# Martinpuich
Martinpuich è un comune francese di 202 abitanti situato nel dipartimento del Passo di Calais nella regione dell'Alta Francia.

## Storia

### Simboli
Lo stemma riporta nel 1º e 4º quarto lo stemma dell'abbazia di Arrouaise e nel 2º e 3º quello dell'abbazia di Eaucourt.

## Società

### Evoluzione demografica
Abitanti censiti